# Zakłady Fakora
Zakłady Fakora – odlewnia żeliwa założona w 1866 przez Towarzystwo John, Krebs & Co.

## Historia
Zakład powstał w 1866 w Łodzi przy ul. Warneńczyka 18 w dzielnicy Górna między linią kolejową nr 540 oraz ulicami Władysława Warneńczyka i Rzgowską. Budynek fabryki przy ul. Rzgowskiej 142 (ówczesny adres) został wybudowany w 1913, a fabryka przyjęła nazwę „Ruski Strebelwer”. Pierwszy kocioł został wyprodukowany w 1903. W 1929 zakład zdobył Złoty Medal za żeliwny kocioł grzewczy opalany węglem. W 1953 zakład przyjął nazwę: Fabryka Kotłów i Radiatorów „Fakora”. Od 2005 tradycję produkcji kontynuowała i rozwijała Odlewnia Żeliwa „Fakora Moc” Sp. z o.o.
W 2007 fabryka uległa częściowemu spaleniu. W 2009 nieruchomości przy ul. Warneńczyka zostały sprzedane firmie Plaza Centers, wchodzącej w skład Europe Israel Group, której założycielem i szefem jest Mordechaj Zisser (zaangażowany finansowo także w budowę Centrum Dialogu im. Marka Edelmana w Parku Ocalałych przy ul. Wojska Polskiego). Deweloper zapowiedział budowę centrum handlowego na terenach dawnej odlewni.
W lipcu 2009 Wojewódzki Urząd Ochrony Zabytków w Łodzi wstrzymał pracę przy budowie centrum rozrywki. Stwierdzono, że budynki starej fabryki są prawdopodobnie pierwszymi o konstrukcji żelbetowej wzniesionymi w Królestwie Polskim. Zakład składał się z dwóch hal. Pierwsza opiera się na rzędach przęseł w pięciu rozmiarach, które wykonano najpewniej w szalunku – w drewnianej skrzyni ułożono zbrojenie i mieszankę betonową.
Zakaz prowadzenia prac wygasł z dniem 11 września 2010.
Wiosną 2012 minister kultury i dziedzictwa narodowego uchylił część decyzji wojewódzkiego konserwatora zabytków o wpisaniu zabudowań „Fakory” do rejestru zabytków.
W czerwcu 2012, po skandalicznej decyzji m.in. ministra Bogdana Zdrojewskiego fabryka Fakora przestała być zabytkiem, a inwestor otrzymał zgodę na kontynuację budowy centrum handlowego Łódź Plaza i 23 czerwca rozpoczął wyburzanie obiektu.

## Zabytek
Spośród budynków fabryki „Fakora” tylko wieża ciśnień była wpisana do gminnej ewidencji zabytków.
10 września 2010 do rejestru zabytków wpisano:
- zespół budowlany dawnej fabryki firmy John, Krebs i Spółka, później Fabryki Kotłów i Radiatorów „Fakora” w Łodzi wraz z otoczeniem, 1913–14, l. 50 XX w., nr rej. A/97 z 10.09.2010 przy ul. Warneńczyka 18/20, łącznie z:
  - budynkiem dawnej odlewni żeliwa, później wydziału mechaniczno-montażowego, 1913
  - fabryczną wodociągową wieżą ciśnień, 1915
  - budynkiem portierni, po 1950
  - budynkiem socjalnym, po 1950
  - kominem fabrycznym, I ćwierćwiecze XX w.

## Nagrody i certyfikaty[8]
- 2006: Statuetka Złotego Instalatora dla Najlepszych 2005 za opracowanie i wdrożenie serii dekoracyjnych grzejników żeliwnych „Retro”
- 2006: I miejsce w Konkursie „Materiały i Technologie Instalacyjne” na najlepszy wyrób na XXVII Targach Budownictwa w Krakowie
- 2006: Wyróżnienie w konkursie o „Laur Instalatora” na targach budownictwa INTERBUD 2006
- 2000: Nagroda „Laur Instalatora” za żeliwny kocioł grzewczy, gazowy „FAKORA-1G” na VII Międzynarodowych Targach Budownictwa INTERBUD 2000
- 1999: Nagroda Marszałka Województwa Łódzkiego na II Międzynarodowych Targach Nowych Technologii, Innowacji i Techniki Przemysłowej INTERTECHNOLOGY’99 za opracowanie przyjaznego dla środowiska żeliwnego kotła grzewczego „FAKORA-1G”
- 1999: Nagroda „Złotego Instalatora” za żeliwny, niskotemperaturowy kocioł grzewczy „FAKORA-1G” przyznany przez Polską Korporację Techniki Sanitarnej, Grzewczej, Gazowej i Klimatyzacji oraz redakcję „Polskiego Instalatora”
- 1999: Nagroda „Teraz Polska” w X edycji Konkursu na Najlepsze Produkty i Usługi
- 1999: Medal Wojewody Łódzkiego
- 1999: Dyplom Stowarzyszenia Inżynierów i Techników Mechaników Polskich
- 1998: Certyfikat jakości Mister Poland dla jedno- i wielofunkcyjnych kotłów gazowych i olejowych